# Automóvil de vapor

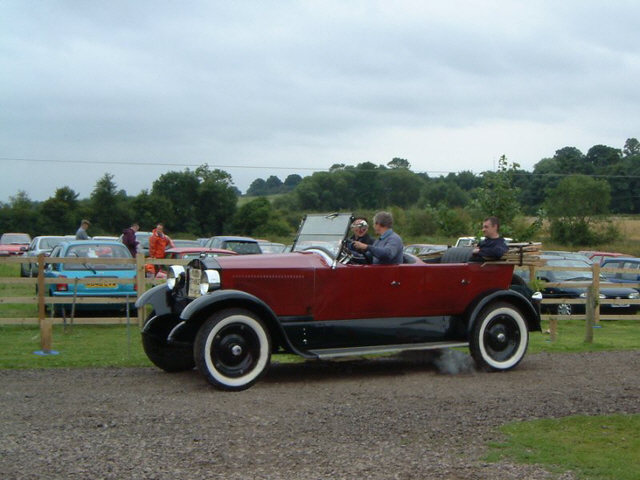
El automóvil Stanley Steamer de 1923.

Un automóvil de vapor presenta la particularidad de que se mueve mediante un motor de vapor.
Las locomotoras de vapor y máquinas pesadas de vapor ya venían funcionando normalmente desde el siglo XIX, pero su peso limitaba las aplicaciones prácticas en vehículos ligeros. Los automóviles de vapor y los de combustión interna se desarrollaron al mismo tiempo. En los primeros años, los motores de vapor tuvieron la ventaja de los avances aplicados a las locomotoras de vapor, y alrededor de 1900 los automóviles de vapor tenían mejores prestaciones que los de combustión interna: eran imbatibles en las subidas y fueron los primeros en batir los récords de los 100 km/h a los 200 km/h. Pero a partir de 1920 el motor de combustión interna había progresado tanto que los automóviles manejaban por sí solos.
Estos automóviles se empezaron a construir a partir de 1874.

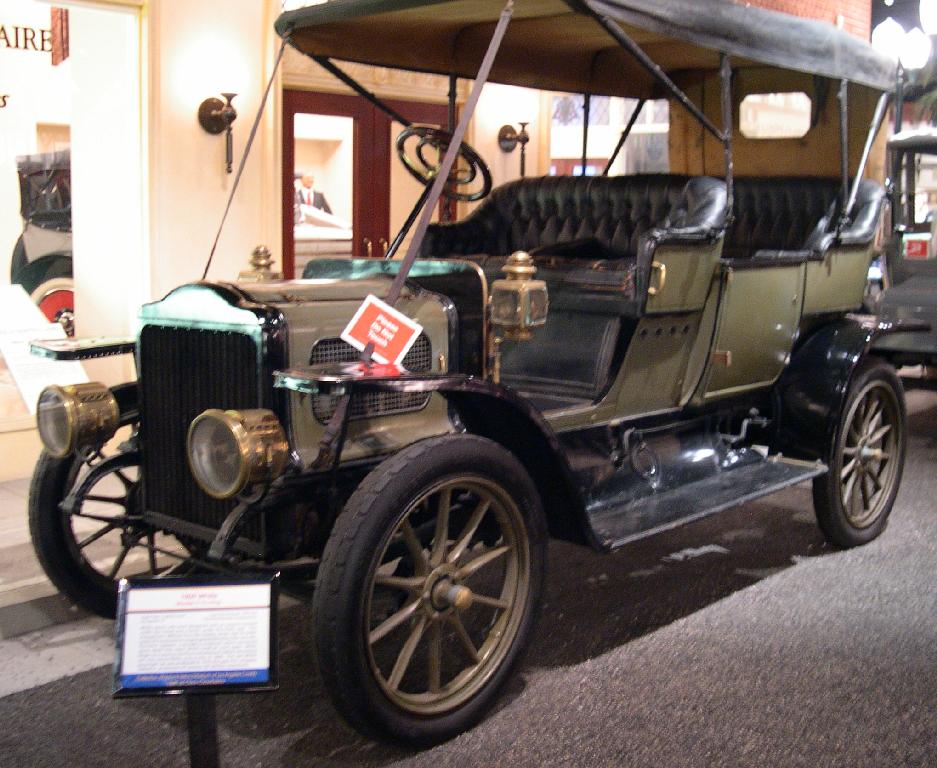
Automóvil de vapor White (1909).

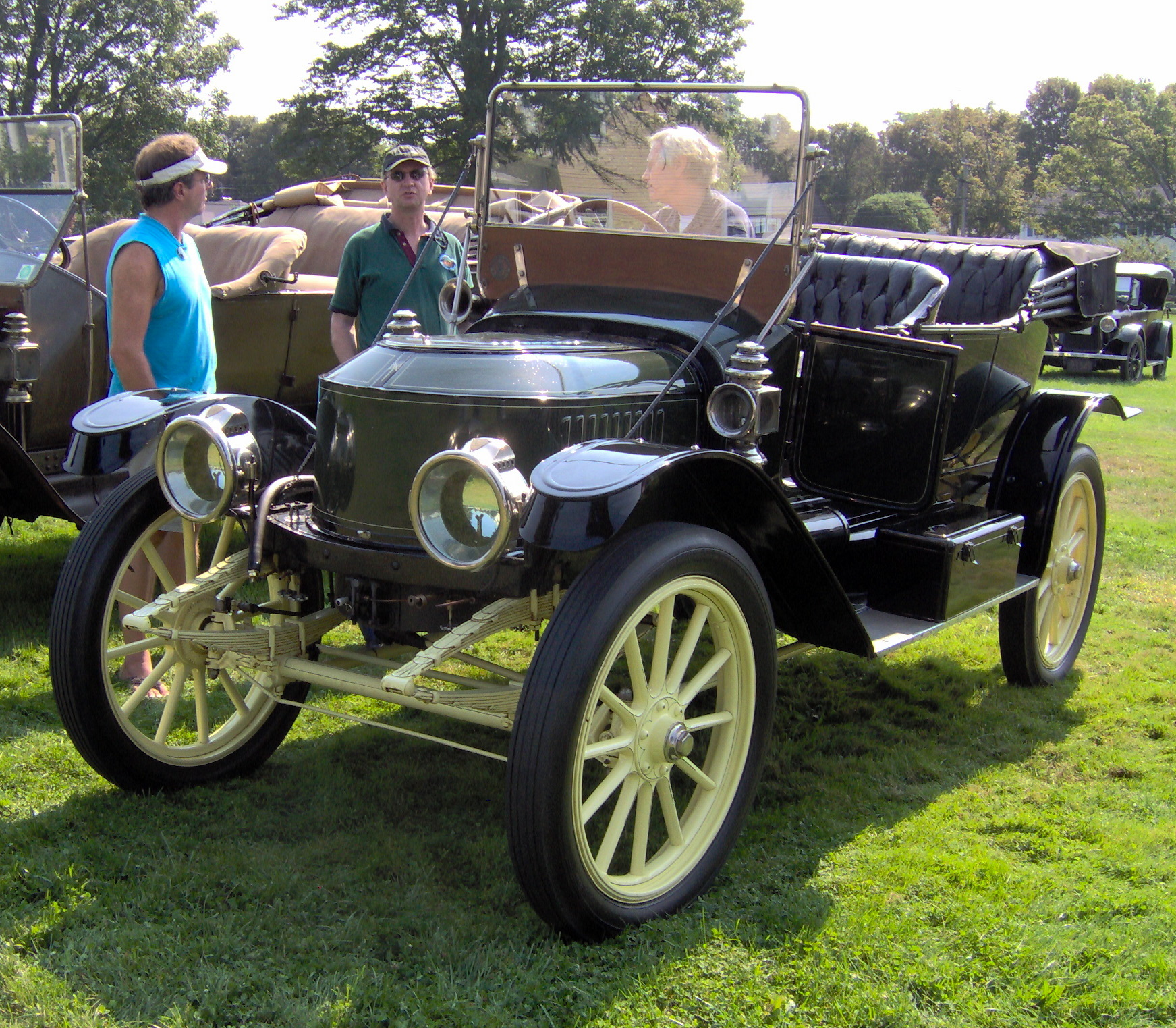
Automóvil de vapor Stanley (1912).

## Aspectos tecnológicos

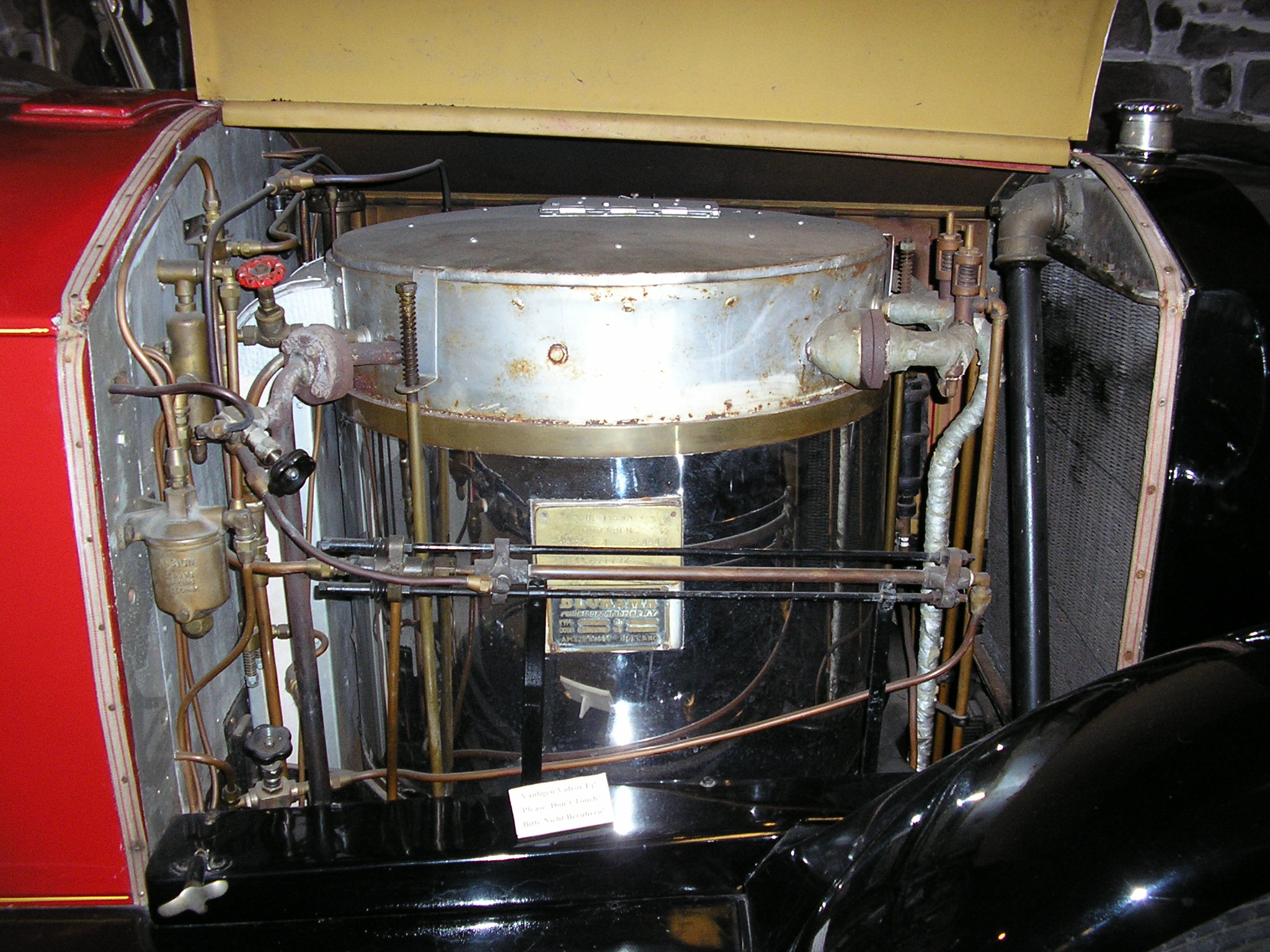
Caldera de un automóvil Stanley de 1924, serie 740. Véase el condensador a la derecha (similar a un radiador).

El motor de vapor es un motor de combustión externa. Los motores Otto o diésel son motores de combustión interna. Mientras que un motor de gasolina Otto tiene un rendimiento térmico de un 15-30%, los motores de vapor apenas llegan a la mitad de estos valores. La combustión a baja presión y alta temperatura provoca niveles muy bajos de monóxido de carbono, óxidos de nitrógeno y partículas de carbón en los gases de escape.
Los generadores de vapor de los vehículos de 1900-1920 eran relativamente fáciles de poner en marcha, pero había que esperar un buen rato antes de llegar a la presión de trabajo. El tiempo típico era del orden de 20 minutos, pero en los modelos Doble era de alrededor de un minuto.

## Primeros automóviles de vapor

### Amédée Bollée
Amédée Bollée construyó varios automóviles de vapor, considerados los primeros para pasajeros por carretera. Los vehículos Bollée tenían nombres sugestivos:
- "L'Obéissante" (1873) ("El Obediente"). De cuatro ruedas, tracción trasera, dirección de eje fijo y ruedas pivotantes, suspensión en las cuatro ruedas, funcionamiento silencioso. En 1875 viajó de Le Mans a París en 18 horas. Fue objeto de numerosas denuncias pero cuando invitó al prefecto de policía en un paseo en el automóvil denunciado, las denuncias fueron desestimadas.
- "La Mancelle" (1878). Con motor de vapor montado delante, caja de velocidades y diferencial. Fueron fabricados 50 ejemplares.
- "Marie-Anne" (1879). Un tren de carretera, de 100 CV. Cien toneladas de carga útil en plano. Treinta toneladas en cotas del 6%.
- "La Nouvelle" (1880). Plazas cubiertas.
- "La Rapide" (1881). Podía ir a 62 km/h.

### Los hermanos Cederholm
En 1892 el pintor Joen Cederholm y su hermano André, herrero de profesión, diseñaron y construyeron un coche de dos asientos. En 1894 añadieron un condensador. Su iniciativa no tuvo éxito.

### Serpollet

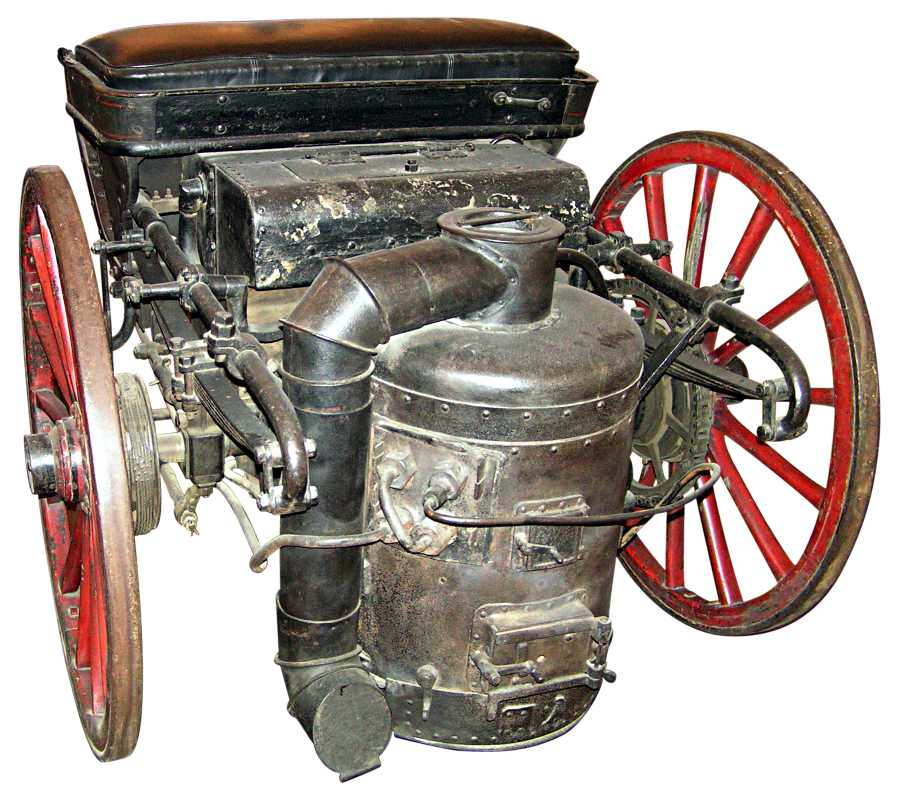
Caldera Serpollet montada en un triciclo automóvil

Los hermanos Serpollet inventaron una caldera de vaporización instantánea ("flash Boiler" en inglés) el año 1878 (patente de 1879). En 1886 patentan una nueva caldera de tubo único en espiral. En 1888 fabrican un triciclo con un motor de 1 CV que podía desplazarse a 30 km/h.
En 1901, en Niza, en el transcurso de la Copa Rostchild, un coche Serpollet de 12 CV hace el kilómetro lanzado a 100,55 km/h.
En 1903, con un vehículo construido expresamente, de más de 100 CV y llamado "el Œuf de Pâques" (El huevo de Pascua), pulveriza el récord mundial de velocidad en más de 120 km/h.
La marca Serpollet obtuvo numerosos éxitos deportivos y una difusión comercial importante.

### De Dion-Bouton
La sociedad De Dion-Bouton fabricó triciclos de vapor desde 1882. Un tractor de 4 ruedas tirando de una calesa ganó la carrera París-Ruan en 1894. A partir de 1895 se dedicó a los motores de explosión.

## Principios delsigloXX

### Toledo Steam Carriage
En 1900 la American Bicycle Co. de Toledo (Ohio) fabricó un automóvil de 6,5 CV que llamaba Toledo Steam Carriage (según descripción de la revista Horseless Age de diciembre de 1900). Este coche de vapor estaba bien fabricado y fue uno de los mejores automóviles de vapor de su época. En septiembre de 1901 dos modelos Toledo compitieron en una carrera de resistencia. Participaban 36 coches en la clase B y 3 en la clase E. El Toledo clase B ganó la carrera. La producción de vehículos de vapor cesó en 1903. La compañía se pasó a los automóviles de gasolina con el nombre Pope-Toledo.

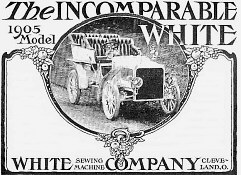
Anuncio del Modelo White de 1905 construido por la White Sewing Machine Company

### Locomobile Runabout
La Locomobile Company of America, con sede en Watertown (Massachusetts) y, desde 1900 en Bridgeport (Connecticut), fabricó algunos miles de ejemplares de su modelo "Runabout" en el periodo 1899-1903. Los automóviles Locomobile se basaban en diseños de los hermanos Stanley, a quienes habían comprado la licencia.

### White Steamer
El White Steamer se fabricó en Cleveland (Ohio) desde 1900 hasta 1910 por la White Motor Company. Como filial de la compañía White de máquinas de coser se benefició de una larga puesta en marcha para evitar el posible descrédito en caso de problemas con el coche de vapor.
El automóvil de vapor fue un éxito desde el primer momento.
En 1909 un White Modelo M de 40 CV fue elegido como primer automóvil oficial de un Presidente de los Estados Unidos.

### Stanley Steamer
Véase Stanley (automóviles).

### Doble Steam Car
Véase Doble (automóviles).

### Paxton Phoenix
La división Paxton Engineering de la compañía McCulloch Motors Corporation, con sede en Los Ángeles construyó un automóvil de vapor con motor Doble Ultimax diseñado para Abner Doble. La potencia máxima era de 120 CV (89kW). El proyecto fue abandonado en 1954.

### Alena Steam Car
La compañía Alena Steam Products, con sede en Indianápolis (Indiana) tenía el proyecto de fabricar automóviles de vapor además de los vehículos comerciales y tractores que comercializaba normalmente. Sólo se construyeron dos prototipos de turismo con una batalla de 3200 mm.

### Davis Steam Car
En 1921 parece que construyó un prototipo con motor de dos cilindros. La batalla era de 3.048 mm y el precio previsto era de 2300 dólares.

### Endurance Steam Car
La compañía Endurance estuvo en activo desde 1922 hasta 1924. Primero en la costa este, después en Los Ángeles (California) y, finalmente, en Dayton (Ohio). Solo se fabricaron dos vehículos: un turismo y un sedán.

## Automóviles de vapor modernos
La desaparición de los automóviles de vapor, provocada en gran parte por la aparición del burro de arranque y la competencia de coches de gasolina a precios mucho más asequibles, no significaba que los automóviles de vapor no tuvieran cualidades técnicas estimables. Siempre ha habido entusiastas del vapor que creen que este sistema de propulsión se merece más atención que la que recibe.

### Saab
De resultas de la crisis del petróleo de 1973, la casa SAAB inició un proyecto liderado por el Dr. Ove Platell construyendo un prototipo de coche de vapor. El generador consistía en un circuito de tubos de 1 mm de diámetro muy compacto y ligero, controlado electrónicamente. El peso era del orden de los 13 kg y el volumen similar al de una batería de automóvil. La potencia era de 160 CV (119kW). El automóvil podía arrancar instantáneamente mediante aire comprimido almacenado previamente, mientras que la presión de vapor no llegaba a la presión de funcionamiento. El motor usaba una válvula de nitruro de boro macizo. Todo el circuito de agua iba sellado para evitar pérdidas.

### Pritchard Steam Cars
Edward Pritchard, Ted, fue un constructor australiano de vehículos de vapor desde el año 1960.
Equipó un automóvil Falcon con un motor y un generador de diseño propio con prestaciones notables.
En 1972 viajó con el prototipo en Estados Unidos.
Su último diseño, un motor de 5 CV para usos domésticos está promocionado por la compañía Uniflow Power Limited.

### Pelland Steamer

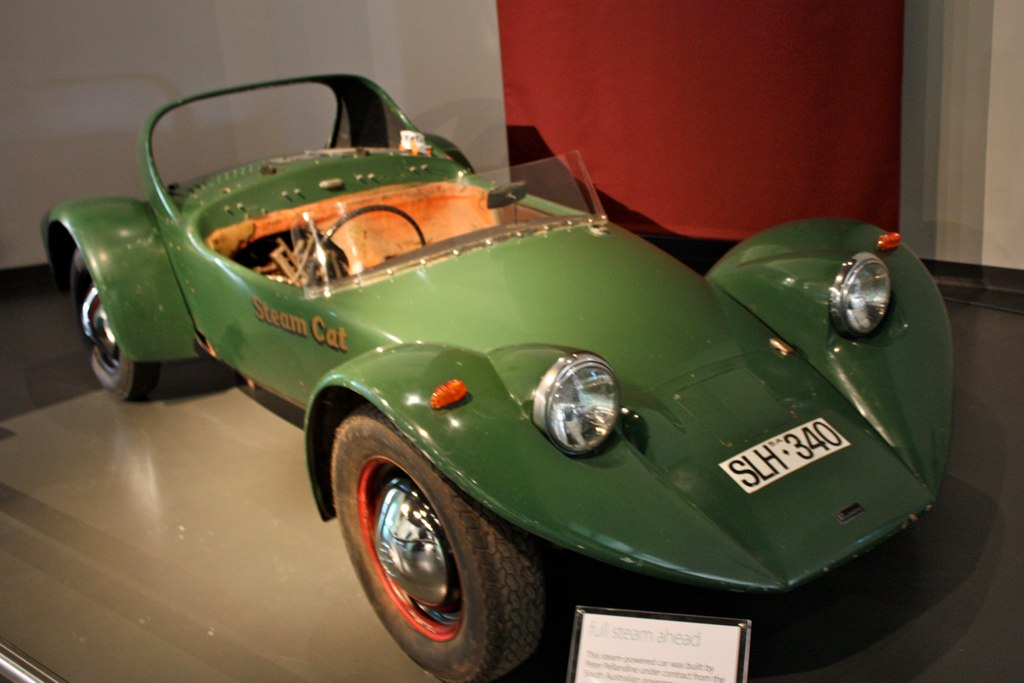
Pellandine steam car

El diseñador británico Peter Pellandine fabricó el primer Pelland Steamer el año 1974 bajo contrato del gobierno Sur Australiano. El chasis era monocasco de resinas reforzadas con fibras de vidrio (basado en el modelo Pelland con motor de explosión) y el motor era bicilíndrico compuesto de doble acción. Este prototipo se conserva en el National Motor Museum de Birdwood (Australia del Sur).
En 1977 el modelo MKII fue construido en el Reino Unido por Pelland Engineering. Con un motor de tres cilindros de doble acción. Un chasis tubular de acero y una carrocería de Kevlar permitían limitar el peso total a 476 kg. Sencillo y robusto el motor anunciaba capaz de dar buenas prestaciones con gran fiabilidad. El par motor era de 491Nm a cero rpm. El coche podía acelerar de cero a 100 km/h en menos de 8 segundos.
Los intentos de batir el récord de velocidad para automóviles de vapor no tuvieron éxito.
El señor Pellendine marchó hacia Australia en 1990 y continuó desarrollando su automóvil. La última versión era la Mark IV.